# Cyclopecten leptaleum
Cyclopecten leptaleum är en musselart som först beskrevs av Addison Emery Verrill 1884.  Cyclopecten leptaleum ingår i släktet Cyclopecten och familjen Propeamussidae. Inga underarter finns listade i Catalogue of Life.